# Les Trois-Pierres
Les Trois-Pierres sont une commune française située dans le département de la Seine-Maritime en région Normandie.

## Géographie

### Communes limitrophes
| Saint-Gilles-de-la-Neuville | Saint-Jean-de-la-Neuville | Saint-Eustache-la-Forêt |
| Gommerville                 | Les Trois-Pierres         | Mélamare                |
| Saint-Romain-de-Colbosc     | La Remuée                 |                         |

### Hydrographie
La commune est située dans le bassin Seine-Normandie. Elle n'est drainée par aucun cours d'eau,.

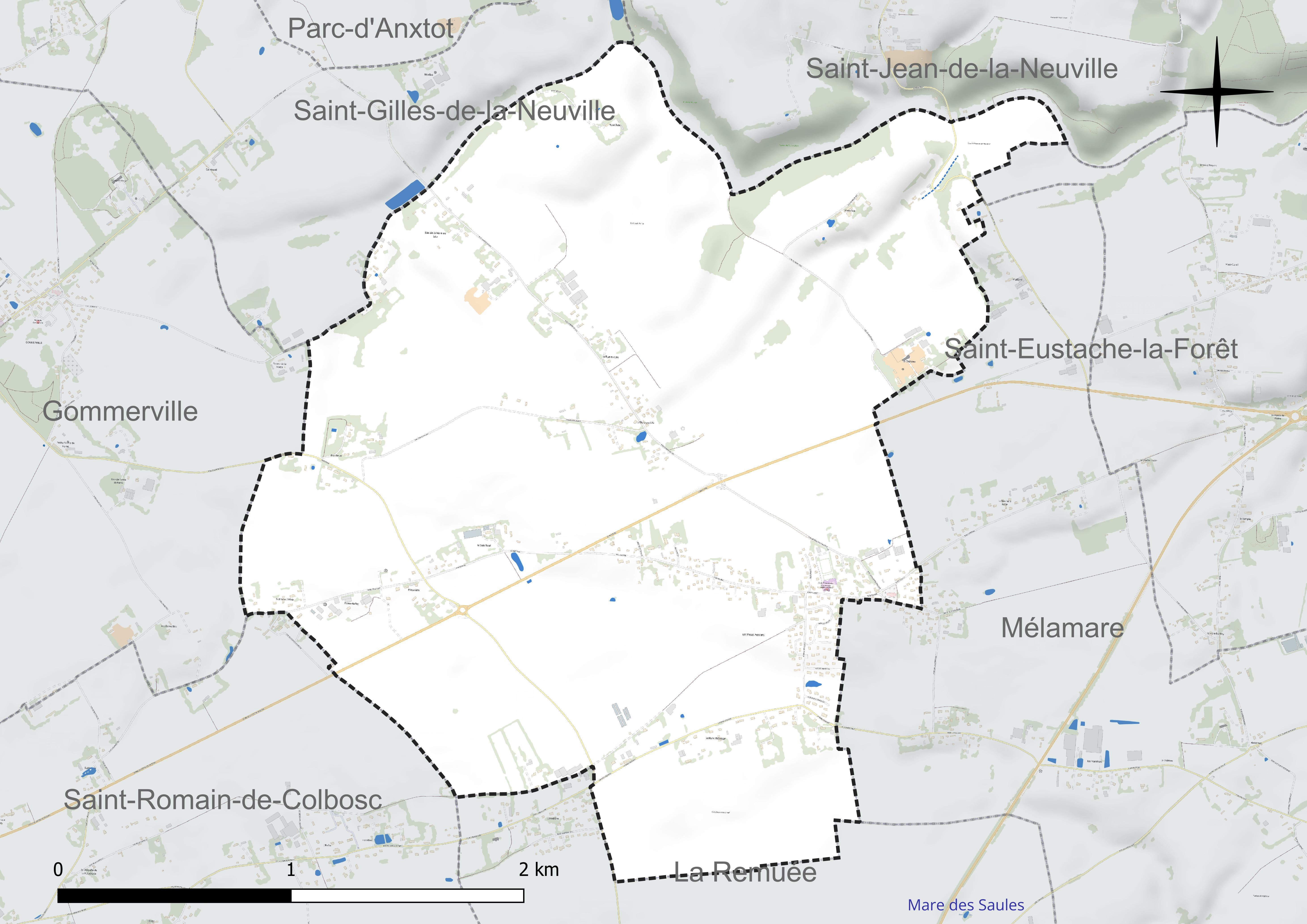
Réseau hydrographique des Trois-Pierres.

### Climat
Pour des articles plus généraux, voir Climat de la Normandie et Climat de la Seine-Maritime.
En 2010, le climat de la commune est de type climat océanique franc, selon une étude du CNRS s'appuyant sur une série de données couvrant la période 1971-2000. En 2020, Météo-France publie une typologie des climats de la France métropolitaine dans laquelle la commune est exposée à un climat océanique et est dans la région climatique Côtes de la Manche orientale, caractérisée par un faible ensoleillement (1 550 h/an) ; forte humidité de l’air (plus de 20 h/jour avec humidité relative > 80 % en hiver), vents forts fréquents. Parallèlement le GIEC normand, un groupe régional d’experts sur le climat, différencie quant à lui, dans une étude de 2020, trois grands types de climats pour la région Normandie, nuancés à une échelle plus fine par les facteurs géographiques locaux. La commune est, selon ce zonage, exposée à un « climat maritime », correspondant au Pays de Caux, frais, humide et pluvieux, légèrement plus frais que dans le Cotentin.
Pour la période 1971-2000, la température annuelle moyenne est de 10,2 °C, avec une amplitude thermique annuelle de 13 °C. Le cumul annuel moyen de précipitations est de 961 mm, avec 13 jours de précipitations en janvier et 8,7 jours en juillet. Pour la période 1991-2020, la température moyenne annuelle observée sur la station météorologique la plus proche, située sur la commune de Petiville à 16 km à vol d'oiseau, est de 12,0 °C et le cumul annuel moyen de précipitations est de 844,9 mm,. Pour l'avenir, les paramètres climatiques de la commune estimés pour 2050 selon différents scénarios d'émission de gaz à effet de serre sont consultables sur un site dédié publié par Météo-France en novembre 2022.

## Urbanisme

### Typologie
Au 1er janvier 2024, Les Trois-Pierres sont catégorisées commune rurale à habitat dispersé, selon la nouvelle grille communale de densité à sept niveaux définie par l'Insee en 2022.
Elle appartient à l'unité urbaine de Saint-Romain-de-Colbosc, une agglomération intra-départementale regroupant trois  communes, dont elle est une commune de la banlieue,,. Par ailleurs la commune fait partie de l'aire d'attraction du Havre, dont elle est une commune de la couronne,. Cette aire, qui regroupe 116 communes, est catégorisée dans les aires de 200 000 à moins de 700 000 habitants,.

### Occupation des sols
L'occupation des sols de la commune, telle qu'elle ressort de la base de données européenne d’occupation biophysique des sols Corine Land Cover (CLC), est marquée par l'importance des territoires agricoles (91,2 % en 2018), une proportion sensiblement équivalente à celle de 1990 (91,3 %). La répartition détaillée en 2018 est la suivante : 
terres arables (58,1 %), prairies (30 %), zones urbanisées (7,5 %), zones agricoles hétérogènes (3 %), forêts (1,3 %). L'évolution de l’occupation des sols de la commune et de ses infrastructures peut être observée sur les différentes représentations cartographiques du territoire : la carte de Cassini (XVIIIe siècle), la carte d'état-major (1820-1866) et les cartes ou photos aériennes de l'IGN pour la période actuelle (1950 à aujourd'hui).

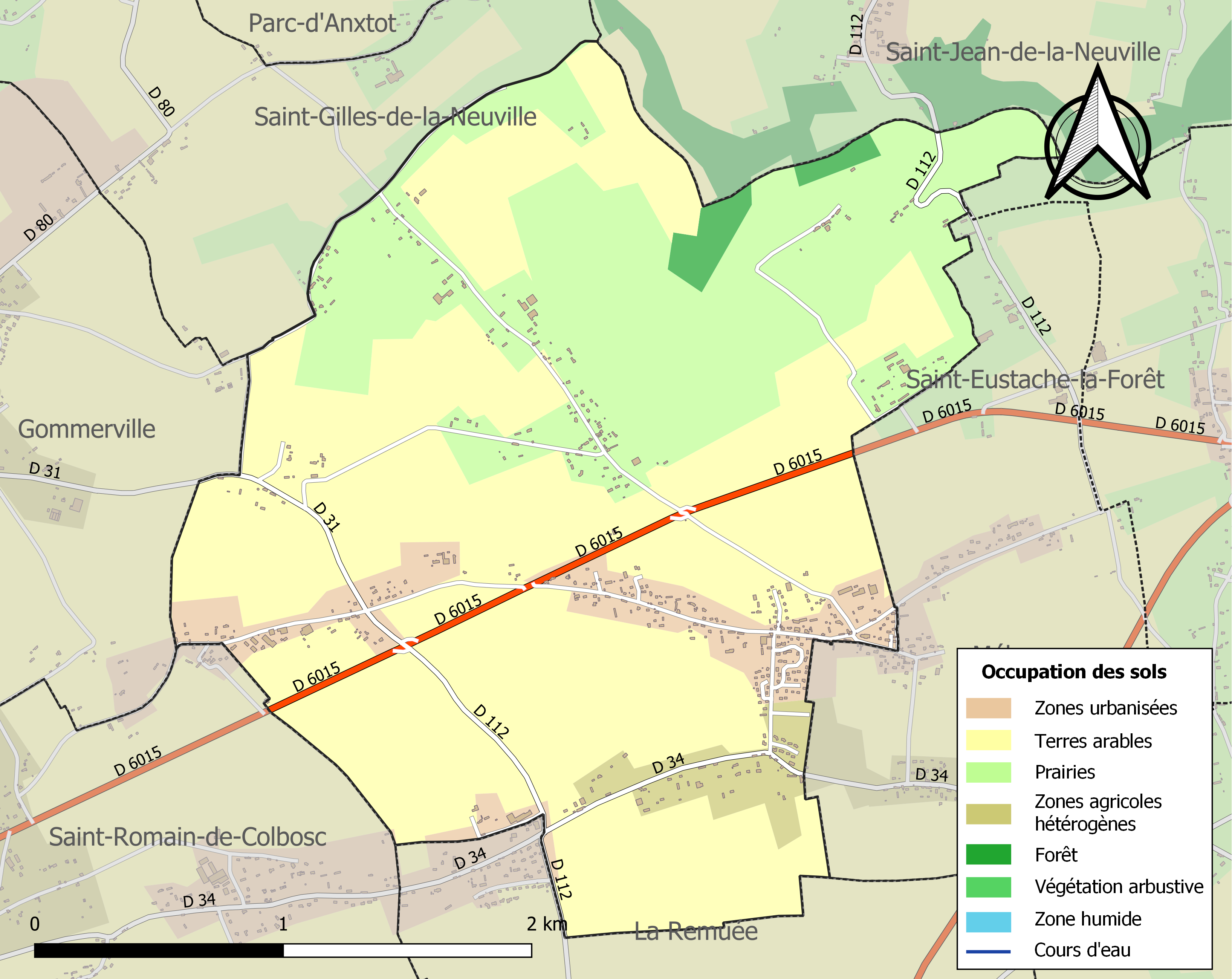
Carte des infrastructures et de l'occupation des sols de la commune en 2018 (CLC).

## Toponymie
Le nom de la localité est attesté sous les formes de Tribus Petris en 1222 et en 1248 ; Ad Tres Petras en 1263 ; Tres Petrae, vers 1240 ; Parrochiana de Tribus Petris, 1252 (Bonnin, 138) ; Les III Pierres en 1319 ; Tres Lapides en 1337 ; Les Troys-Pierres en 1431 (Longnon, 22, 86) ; Ecclesia parrochia Sancti Petri de Tribus Petris en 1470 ; Tres Lapides au XVIe siècle ; Saint Pierre des Trois Pierres en 1713 ; Fief et seigneurie des Trois Pierres en 1685 ; Les Trois-Pierres en 1715 (Frémont) ; Les 3 Pierres en 1757 (Cassini) ; Les Trois-Pierres en 1953.
L’origine du nom Tribus Petris en 1222, évoquerait un mégalithe détruit au XIXe siècle, situé dans le cimetière actuel. Selon l’abbé Cochet, il pourrait s’agir de pierres servant de bornes.

## Histoire
Plusieurs mystères entourent l’histoire des Trois Pierres. Outre le nom de la commune, la juxtaposition des deux fief d’Orival et de Byville laisse les érudits locaux dubitatifs. Si le fief de la châtellenie de Lillebonne est attesté en 1830, force est de constater qu’il existe alors deux logis construit l’un au début et l’autre à la fin du XVIe siècle. Au XIIIe siècle, le village appartient au comté de Boulogne présentant à la cure, et c’est à la même époque qu’est édifiée l’église Saint-Pierre. Jusqu’en l’an 1300, il existe un marché aux Trois-Pierres, mais Jean sir d’Harcourt, transfert l’activité à Bolbec pour en assurer l’essor, opération que confirment des lettres patentes de Philippe le Bel données à Pierrefonds le 9 novembre 1300. En 1823, la commune absorbe celle voisine de Loiselière ; cette dernière avait porté provisoirement, au cours de la Révolution française, le nom de La Fraternité.

## Politique et administration
| Période                                  | Période                    | Identité          | Étiquette | Qualité        |
| ---------------------------------------- | -------------------------- | ----------------- | --------- | -------------- |
| Les données manquantes sont à compléter. |                            |                   |           |                |
| 2001                                     | 2008                       | Gilbert Levasseur |           |                |
| 2008                                     | 2012                       | Philippe Brunet   |           | Démissionnaire |
| 2012                                     | mai 2020                   | Bernard Ribet     |           | Retraité       |
| mai 2020                                 | En cours (au 10 août 2020) | Monique Bertrand  |           |                |

## Démographie
L'évolution du nombre d'habitants est connue à travers les recensements de la population effectués dans la commune depuis 1793. Pour les communes de moins de 10 000 habitants, une enquête de recensement portant sur toute la population est réalisée tous les cinq ans, les populations de référence des années intermédiaires étant quant à elles estimées par interpolation ou extrapolation. Pour la commune, le premier recensement exhaustif entrant dans le cadre du nouveau dispositif a été réalisé en 2008.

En 2022, la commune comptait 815 habitants, en évolution de +10,43 % par rapport à 2016 (Seine-Maritime : +0,35 %, France hors Mayotte : +2,11 %).
| 1793 | 1800 | 1806 | 1821 | 1831 | 1836 | 1841 | 1846 | 1851 |
| ---- | ---- | ---- | ---- | ---- | ---- | ---- | ---- | ---- |
| 599  | 750  | 740  | 771  | 673  | 626  | 563  | 569  | 530  |

| 1856 | 1861 | 1866 | 1872 | 1876 | 1881 | 1886 | 1891 | 1896 |
| ---- | ---- | ---- | ---- | ---- | ---- | ---- | ---- | ---- |
| 536  | 516  | 582  | 551  | 540  | 509  | 497  | 511  | 473  |

| 1901 | 1906 | 1911 | 1921 | 1926 | 1931 | 1936 | 1946 | 1954 |
| ---- | ---- | ---- | ---- | ---- | ---- | ---- | ---- | ---- |
| 451  | 447  | 429  | 360  | 383  | 355  | 351  | 416  | 389  |

| 1962 | 1968 | 1975 | 1982 | 1990 | 1999 | 2006 | 2008 | 2013 |
| ---- | ---- | ---- | ---- | ---- | ---- | ---- | ---- | ---- |
| 369  | 337  | 391  | 595  | 686  | 723  | 716  | 714  | 702  |

| 2018 | 2022 | - | - | - | - | - | - | - |
| ---- | ---- | - | - | - | - | - | - | - |
| 765  | 815  | - | - | - | - | - | - | - |

Il y a 738 Trois Pierrais dont 29,2 % ont moins de 20 ans, 91,8 % sont propriétaires de leur logement et 5,6 % diplômés de l'enseignement supérieur.[Quand ?]

## Culture locale et patrimoine

### Lieux et monuments

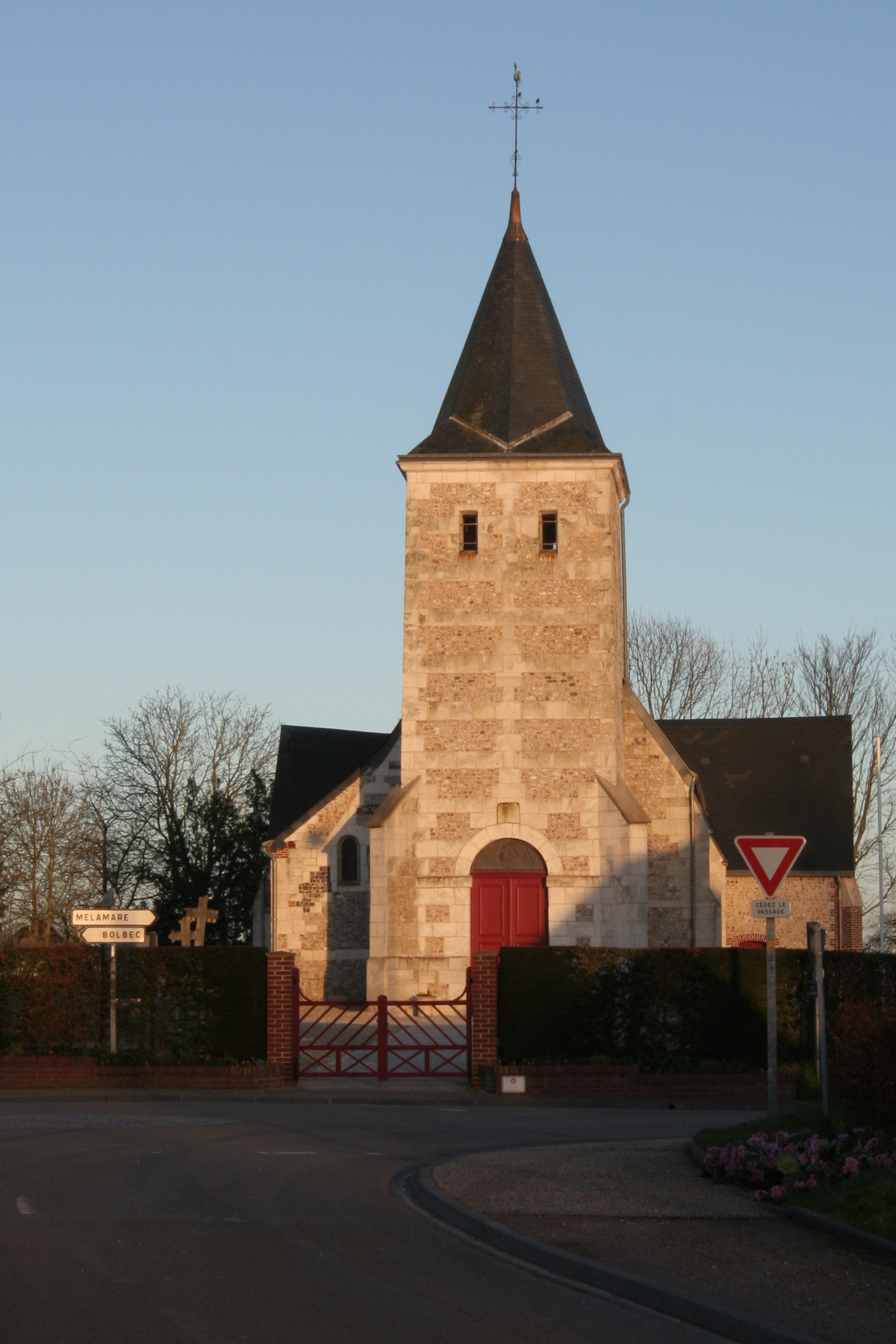
L'église Saint-Pierre.

- Église Saint-Pierre.

### Héraldique
| Armes de Les Trois-Pierres | Les armes de la commune des Trois-Pierres se blasonnent ainsi : D’azur à la fasce d’argent chargée de trois épis de blé de sinople, accompagnée en chef d’un soleil d’or accosté de deux mouettes volantes et affrontées d’argent et en pointe de trois pierres du même. |

## Pour approfondir